# Ancienville
Ancienville là một xã ở tỉnh Aisne, vùng Hauts-de-France thuộc miền bắc nước Pháp.